# Uso de álcoois na medicina
Os álcoois, em várias formas, têm sido utilizados dentro da medicina como antissépticos, desinfetantes, e antídotos. A aplicação na pele é utilizada para desinfecção antes da picada de uma agulha e antes de uma cirurgia. Pode ser usado tanto para desinfectar a pele do paciente quanto para as mãos dos prestadores de cuidados de saúde. Também pode ser usado para limpar outras áreas e como enxaguante bucal. Tomado por via oral ou injetado na veia é usado para tratar a toxidade metanol ou  ao etilenoglicol quando o fomepizol não está disponível. Além destes usos, o álcool não tem nenhum outro uso médico aceito, e seu índice terapêutico é apenas 10:1.
Efeitos colaterais incluem irritação da pele. Deve-se ter cuidado com o manuseio conjunto do eletrocautério, pois o etanol é inflamável. Os tipos de álcoois utilizados incluem o etanol, etanol desnaturado, 1-propanol, e o álcool isopropílico. São eficazes contra uma variedade de microorganismos embora não inativam os esporos. As concentrações de 60 a 90% funcionam melhor.
O álcool tem sido usado como um antiséptico com evidências para apoiar a sua utilização desde pelo menos 1363, tornando-se disponível no final de 1800. Está na Lista de Medicamentos Essenciais da Organização Mundial da Saúde, os medicamentos mais eficazes e seguros em um sistema de saúde.  Formulações comerciais de gel desinfetante ou com outros agentes, como a clorexidina estão disponíveis.

## Mecanismo
O etanol, quando utilizado para a toxicidade, concorre com outros álcoois para a enzima álcool desidrogenase, diminuindo o metabolismo em tóxicos, aldeídos e derivados do ácido carboxílico, reduzindo o efeito tóxico mais grave dos glicóis de se cristalizar nos rins.

## História
O álcool tem sido usado como um antiséptico com evidências para apoiar a sua utilização desde pelo menos 1363, tornando-se disponível no final de 1800. Desde a antiguidade, antes do desenvolvimento dos agentes modernos, o álcool foi usado como anestésico geral.